# الکساندر کالین جانستون
الکساندر کالین جانستون (انگلیسی: Alexander Johnston; ۲۶ ژانویهٔ ۱۸۸۴ – ۲۷ دسامبر ۱۹۵۲) بازیکن کریکت، چوگان‌باز، و بازیکن فوتبال اهل بریتانیا بود. وی همچنین برندهٔ جوایزی همچون صلیب نظامی شده‌است.